# Frontallappen

Lage des Frontallappens im Großhirn (gelb), Seitenansicht.

Die Frontallappen oder Stirnlappen (Lobus frontalis) sind ein Bereich im Gehirn der Säugetiere. Es handelt sich dabei um jeweils die vorderen Lappen (Lobi) der beiden Hälften des Großhirns (Telencephalon). Der Frontallappen bildet einen von vier Teilen des Neokortex, die jeweils unterschiedliche Aufgaben übernehmen. Beim Menschen macht er mehr als 30 % der Großhirnrinde aus.
Der Frontallappen erfüllt motorische Funktionen, d. h., er steuert und kontrolliert also Bewegungen. Das Stirnhirn gilt allgemein als Sitz der individuellen Persönlichkeit und des Sozialverhaltens. Da es als menschlichster Teil des Gehirns betrachtet wird, bezeichnen manche Autoren den Frontallappen auch als das „Organ der Zivilisation“.

## Anatomie

Animation. Linker Frontallappen (rot).

Der Frontallappen füllt die vordere Schädelgrube. Er erstreckt sich vom vorderen Hirnpol bis zum Sulcus centralis, eine Fissur (Furche), die den Frontallappen vom Parietallappen trennt. Der Sulcus lateralis bildet die Grenze zum Temporallappen (Schläfenlappen). Verdeckt unter dem Frontallappen liegt die Inselrinde.
Man kann den Frontallappen in einen motorischen und prämotorischen Bereich (zusammen als Motorcortex bezeichnet) sowie einen präfrontalen Bereich (präfrontaler Cortex) unterteilen.
Zum Frontallappen gehören unter anderem der Gyrus praecentralis, die Gyri frontales inferior, superior und medius, das Operculum frontale, der Gyrus rectus sowie die Gyri orbitales.

## Blutversorgung

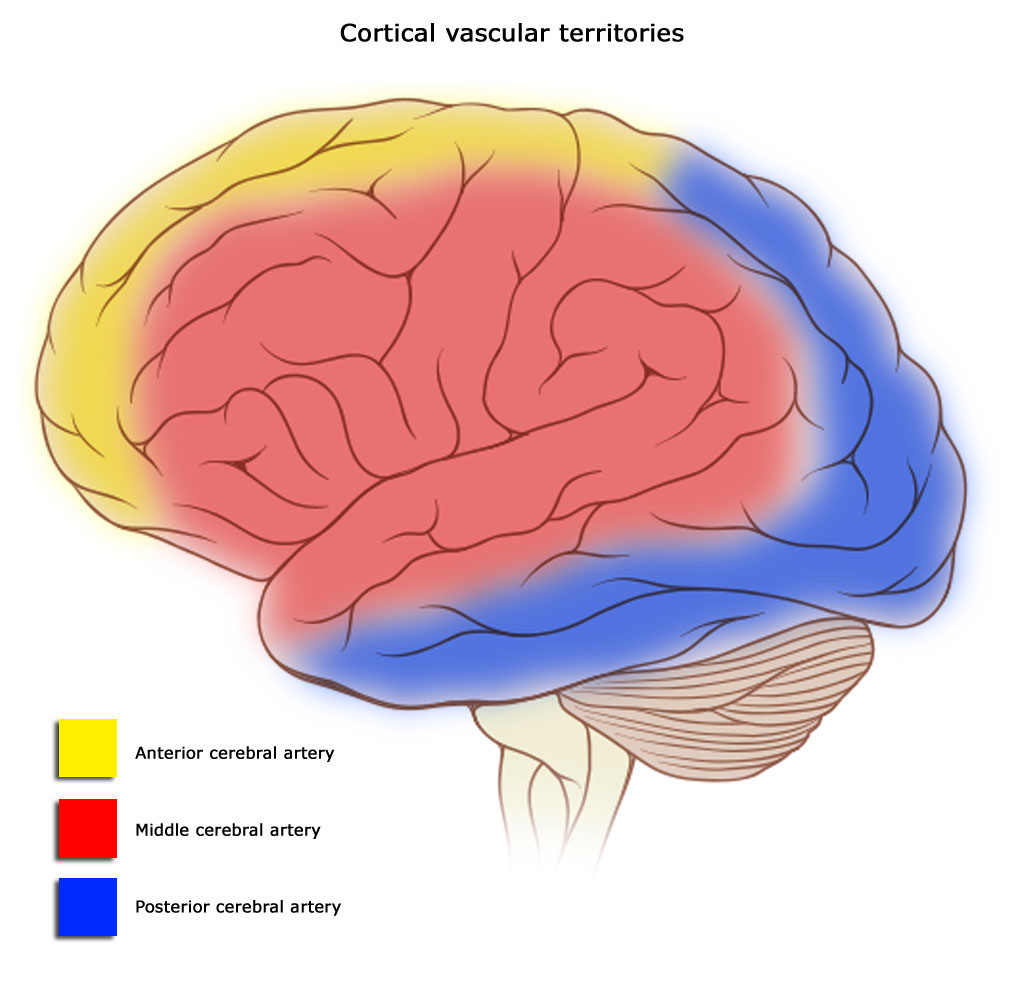
Versorgungsgebiete der drei großen Hirnschlagadern.

Der Frontallappen wird über die vordere und die mittlere Hirnschlagader (Arteria cerebri anterior und Arteria cerebri media) mit sauerstoffreichem Blut versorgt. Dabei versorgt die vordere Hirnschlagader den näher an der Körpermitte gelegenen (medialen) Teil des Frontallappens und die mittlere Hirnschlagader den seitlichen (lateralen) Teil. Der Blutabfluss erfolgt hauptsächlich über die aufsteigenden oberflächlichen Venen des Gehirns (Venae superficiales ascendentes cerebri), zum Teil auch über die mittlere oberflächliche Hirnvene (Vena media superficialis cerebri). Das Blut der aufsteigenden Venen fließt über den Sinus sagittalis superior in den Sinus transversus. Die Abflüsse der mittleren Vene gehen sowohl in den Sinus cavernosus, als auch in den Sinus transversus. Der Sinus transversus leitet das Blut schließlich in die innere Drosselvene (Vena jugularis interna), die aus dem Schädel führt.

## Funktionen
Ein großer Teil des Frontallappens wird vom Motorcortex eingenommen, der Bewegungen steuert. Unterschieden wird dabei die primär-motorische Rinde, die prämotorische Rinde und die supplementär-motorische Rinde des Motorcortex. Im Gyrus praecentralis, also der Hirnwindung an der Furche, die die Grenze zum Parietallappen markiert, ist die primär-motorische Rinde lokalisiert. Sie steuert die Ausführung von Bewegungen, während die prämotorische Rinde die notwendigen Bewegungen auswählt.
Der präfrontale Cortex reguliert die kognitiven Prozesse so, dass situationsgerechte Handlungen ausgeführt werden können. Der Motorcortex ist Ursprung der Pyramidenbahn.

## Medizinische Behandlungen
- Lobotomie: Eine bis 1970 durchgeführte gezielte Zerstörung des Frontallappens und seiner Nervenbahnen, um psychische Erkrankungen zu heilen. Die Behandlung hatte jedoch nur sehr mäßigen Erfolg und oft katastrophale Konsequenzen (siehe Fall von Rosemary Kennedy).

## Folgen von Frontallappenschäden
Die Folgen einer Schädigung des Frontallappens werden als Frontalhirnsyndrom zusammengefasst. Dieses ist beim Menschen gekennzeichnet durch
- ungenügende Berücksichtigung von Handlungskonsequenzen,
- Schwierigkeiten bei der Handlungsplanung (exekutive Funktionen),
- Haftenbleiben an (irrelevanten) Details (Perseveration),
- mangelnde Abstimmung auf aktuelle Erfordernisse,
- ungenügende Regelbeachtung sowie Regelverstöße (auch im sozialen Verhalten),
- verminderte Selbstkontrolle und erhöhte Impulsivität
- Antriebsstörungen,
- Störungen der (Kurzzeit-)Gedächtnisleistung und des Arbeitsgedächtnisses,
- Störungen der Aufmerksamkeit und des geistigen Durchhaltevermögens.
- Die Intelligenz bleibt erhalten, aber schlussfolgerndes Denken und Klassifikationsleistungen sind schlecht;
- ebenfalls oft reduziert sind spontanes Verhalten, Kreativität („Divergentes Denken“) und Wortflüssigkeit.